# Padrão Comemorativo da batalha do Vimeiro
O Padrão do Vimeiro foi erigido em 1908, na zona da batalha do Vimeiro, na freguesia de Vimeiro (Lourinhã), para comemorar o primeiro centenário da vitória do exército anglo-luso sobre as tropas francesas, aquando da primeira invasão napoleónica. Foi classificado como Imóvel de Interesse Público em 1982.